# 七尾線
七尾線（日语：／ Nanao sen */?）是一條連結日本石川縣河北郡津幡町的津幡站至同縣七尾市的和倉温泉站，由西日本旅客鐵道（JR西日本）營運，位於北陸地方的一條鐵路線（地方交通線）。

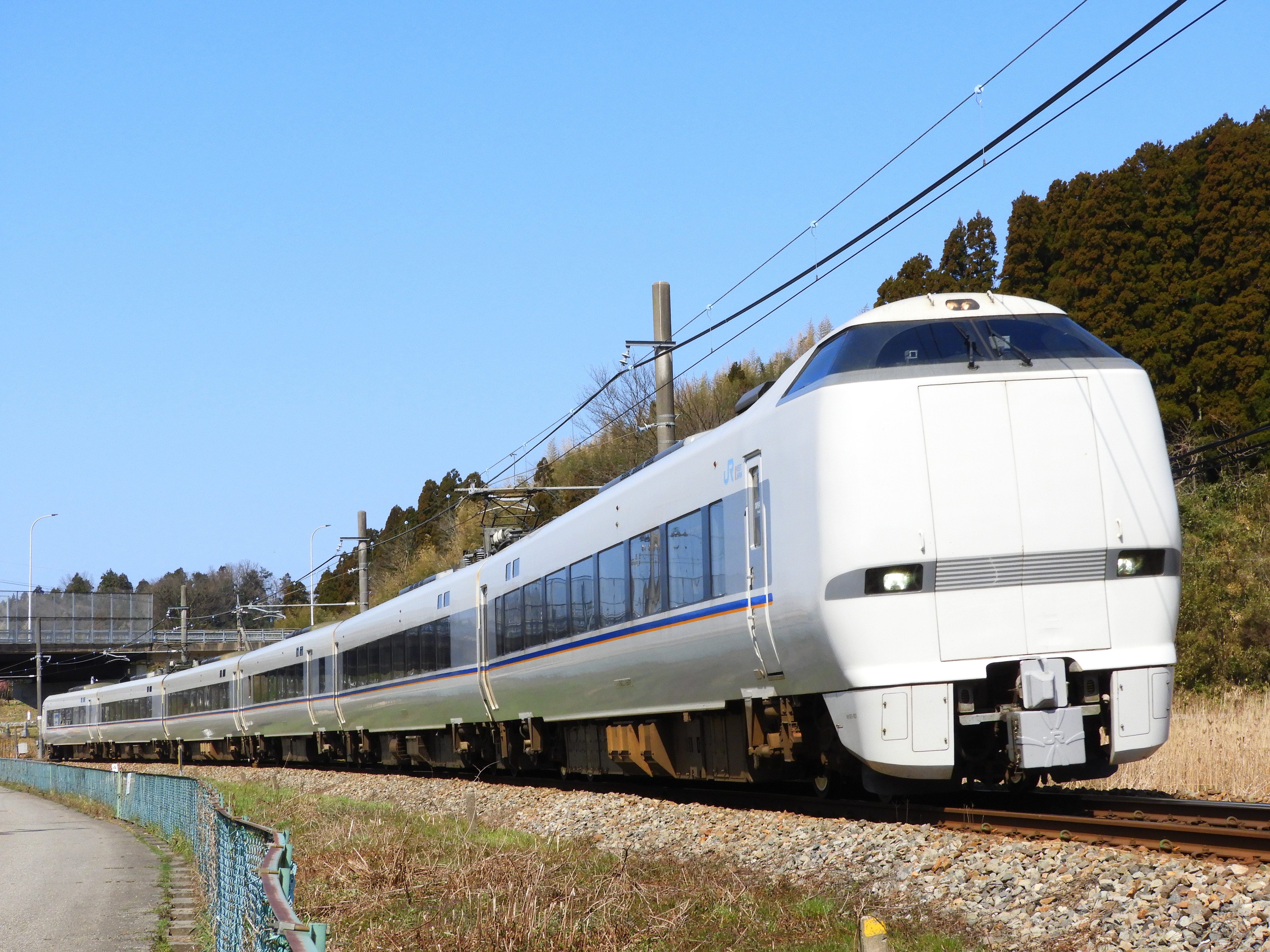
中津幡站至本津幡站間的683系電聯車 (2021年3月)

## 概要
七尾線是IR石川鐵道線（前北陸本線的一部分）的分支，縱貫能登半島的南部。除津幡站外，全線由JR西日本金澤支社七尾鐵道部管轄。
路線本來貫通至半島北部的輪島站，1991年至和倉温泉站南面路段電氣化，未電氣化的和倉溫泉站 - 輪島站路段被轉移到能登鐵道。此外，七尾站－和倉溫泉站之間的5.1公里路段與能登鐵道共用（能登鐵道作為第二種鐵道事業者使用JR西日本路段運行）；但在這個區間間JR西日本只營運特急列車，JR七尾線的普通列車只會到達七尾站，七尾站－和倉溫泉站間的普通列車則由能登鐵道營運，並直通運行至能登鐵道同名的七尾線。值得注意的是，能登鐵道七尾線的設施是由JR西日本擁有（JR西日本是第三種鐵道事業者），能登鐵路則是第二種鐵道事業者，負責營運工作。此外，七尾站－七尾港站間也曾經有貨物支線存在，已在日本國鐵民營化為JR前廢止。
七尾線在津幡站連接IR石川鐵道線；考慮到宝達站附近一條穿過懸河的隧道之絕緣問題，本線採用與20,000伏特交流電化的IR石川鐵道線不同的1,500伏特直流電化方式供電。因此，所有列車都由交直流兩用電車行駛。
2017年津幡站隨IR石川鐵道線可以使用ICOCA，但七尾線內其他車站仍然不能使用，直至2021年3月13日，ICOCA才擴展至七尾線全線使用。ワンマン運転を開始（兩数に關わらず特急列車以外の全ての普通列車がワンマン化）。

### 路線資料
- 管轄、路線距離（營業距離）：全長59.5公里
  - 西日本旅客鐵道（第一種鐵道事業者）：
    - 津幡站－和倉溫泉站間 59.5公里

  - 能登鐵道（第二種鐵道事業者）：
    - 七尾站－和倉溫泉站間（5.1公里）
- 軌距：1,067毫米
- 站數：20個（包括起終點站）
  - 此線是孤立路線，因此包括起終點站所有車站都屬於七尾線。然而，起點的津幡站至2015年3月13日為止都屬於北陸本線[5]，翌日起該線移管至IR石川鐵道，作為JR車站改為屬於七尾線。
- 複線路段：沒有（全線單線）
- 電氣化路段：全線（直流1500V。只限津幡站構內是交流60Hz、20000V）
- 閉塞方式：自動閉塞式（特殊）
- 運轉指令所（日语：運転指令所）：金澤綜合指令所（七尾鐵道部七尾CTC）
- 最高速度：100公里/小時

## 历史

### 七尾铁道
七尾線于1892年《铁道敷设法》中作为北陸本線的分支指定建设，但后来北陸本線的第一期建设并未包含七尾線路段。之后七尾港被指定為通商港，但如果不能維持一定數量的出口，這一指定就會被撤銷；因此为了集中金泽、加賀地方的货物，输送至七尾港，当地人士出资于1896年4月成立加能铁道，同年7月改名七尾铁道。
1898年七尾铁道津幡临时停車場 - 矢田新站开业，1900年津幡站开业，开始与官设铁道 (北陸本線)接续。1906年在日俄戰爭衝擊下，鐵道國有化的呼聲提高，同年《鐵道國有法》頒布，七尾鐵道被列入其中，並在1907年收歸國有。

### 日本国铁
国有化之后，在1909年進行國有鐵道名稱制定，七尾鐵道線被命名为七尾线。1917年矢田新站改名七尾港站，1925年七尾 - 和倉 (现和倉溫泉站)开通；1935年七尾线津幡 - 輪島全线开通。1959年新开通的能登線在穴水与本线接续。1984年七尾线货物运输废止，七尾站－七尾港站货物支线废线。

### 民营化
1987年国铁分割民营化之后，七尾线交由JR西日本运营，1991年至和倉温泉以南路段電氣化，由于JR西日本要求石川縣繼承和倉溫泉以北的路線，因此便由已經經營能登線的能登鐵道繼承該路線和倉溫泉以北的经营。不过由於此線不是特定地方交通線（赤字路線），所以無法獲得轉換時的交付金及支援；因此能登鐵道斷定與其跟JR西日本收購路線，不如采借用形式；于是線路與設施還是維持JR西日本持有，七尾站 - 和倉溫泉站間 (5.1km)成為與JR西日本的共用區間。
2015年3月14日，北陸新幹線長野站至金澤站路段開業，對應的並行在來線北陸本線成立相應的第三部門鐵道经营，其中金澤站－俱利伽羅站一段由IR石川鐵道经营，但七尾線不属于並行在來線，新幹線開業后繼續由JR西日本營運，导致七尾線與其他JR路線隔絕，成為孤立路線。

## 使用車輛

### 現用車輛

#### 特急列車
- 電聯車
  - JR西日本681系電聯車 - JR西日本所屬（特急「雷鳥」、「能登篝火」）
  - 683系 - JR西日本所屬（特急「雷鳥」、「能登篝火」）
- 氣動車
  - Kiha48系 - JR西日本所屬（特急「花嫁暖簾」）
  - NT300系 - 能登鐵道所屬（觀光列車「能登里山里海號」）
    - NT300系在JR七尾線内只在七尾站 - 和倉温泉站間運行

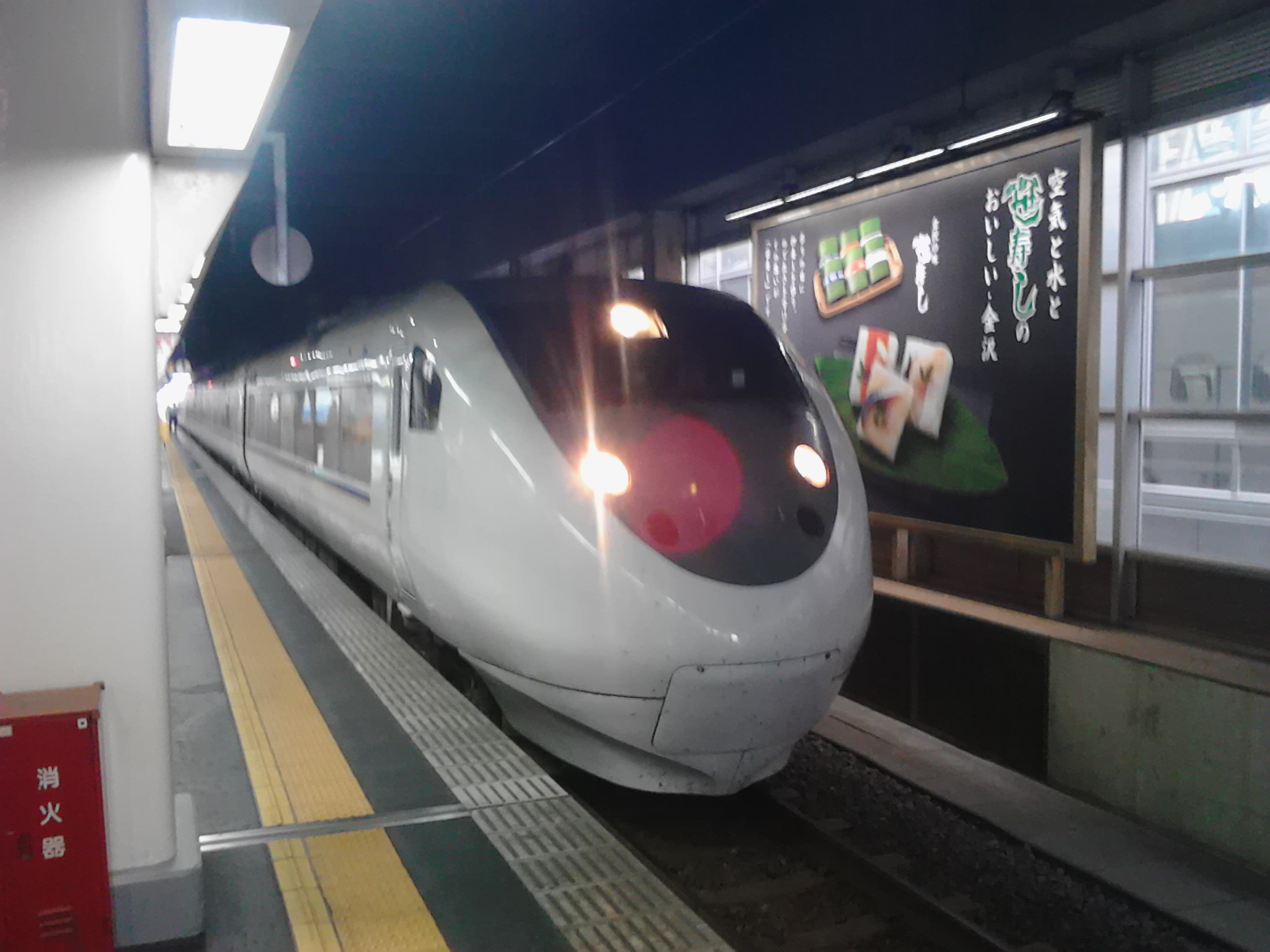
681系（金澤站，2015年10月10日）
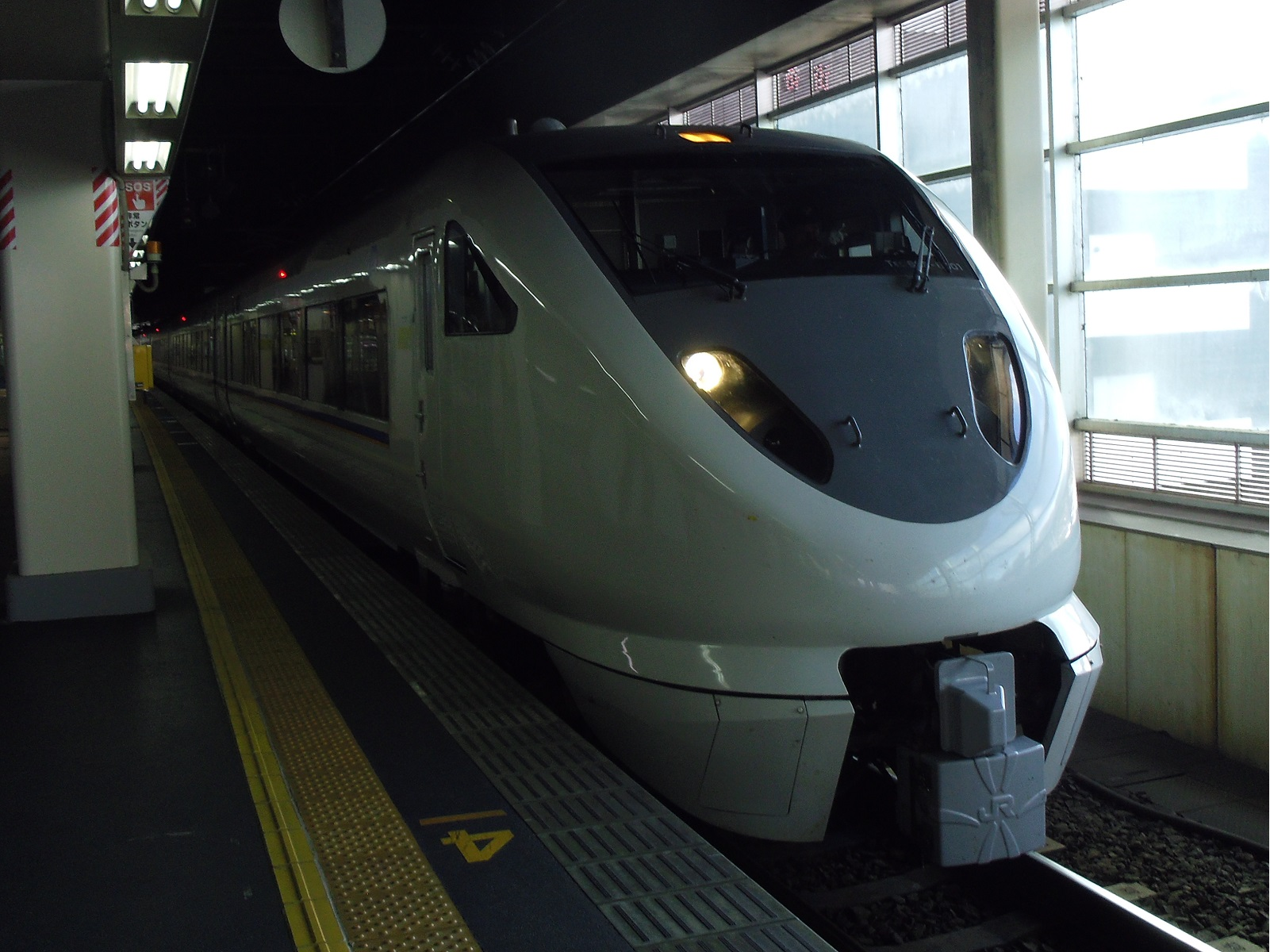
683系（金澤站，2015年9月18日）
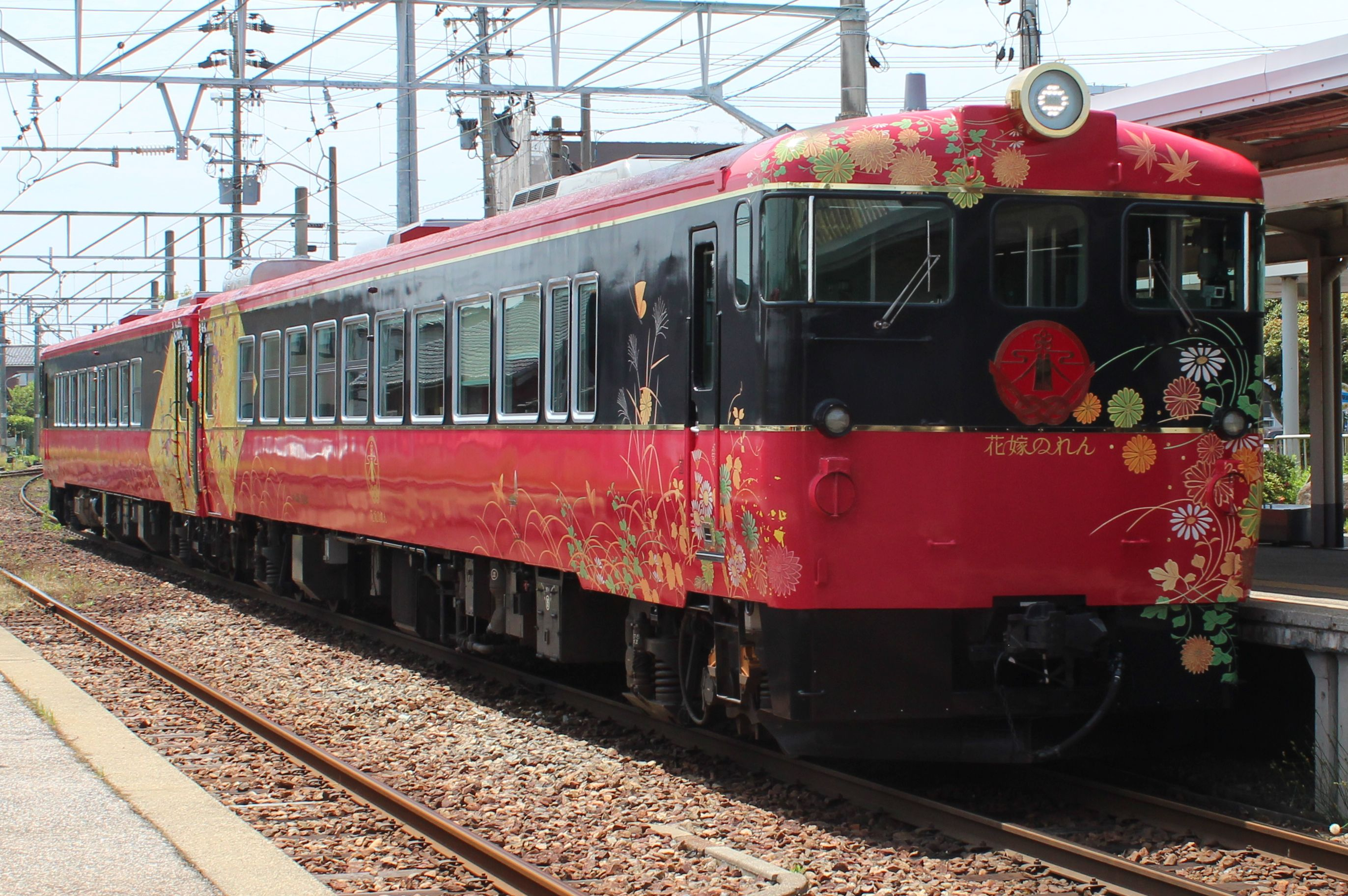
Kiha48系（羽咋站，2016年5月29日）

#### 普通列車
津幡站 - 七尾站間
- 電聯車
  - JR西日本521系電力動車組100番台 - JR西日本,IR石川鐵道所屬

七尾驛 - 和倉温泉驛間
- 氣動車
  - NT200形 - 能登鐵道所屬

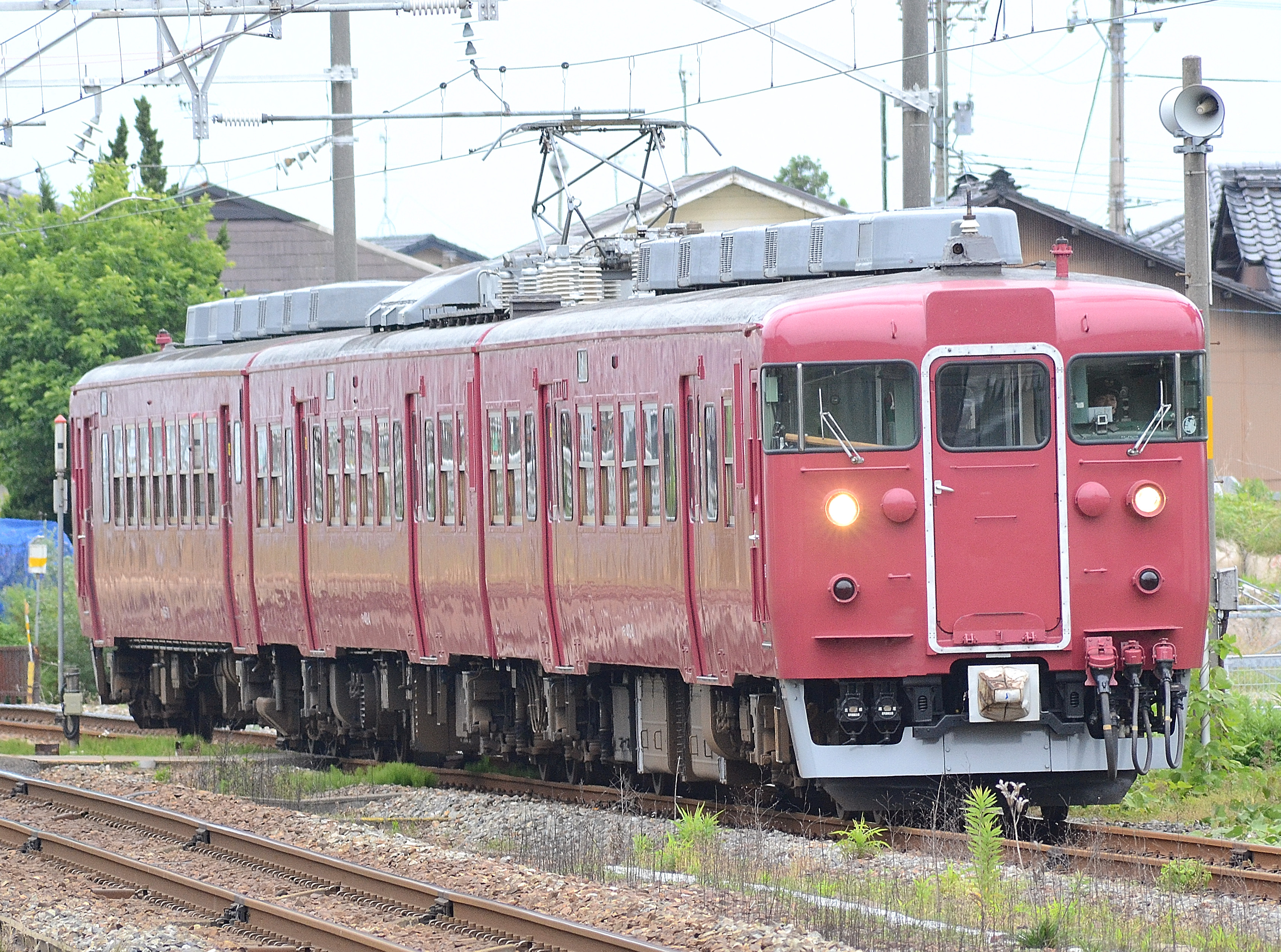
413系3輛編成（津幡站附近、2015年6月5日）
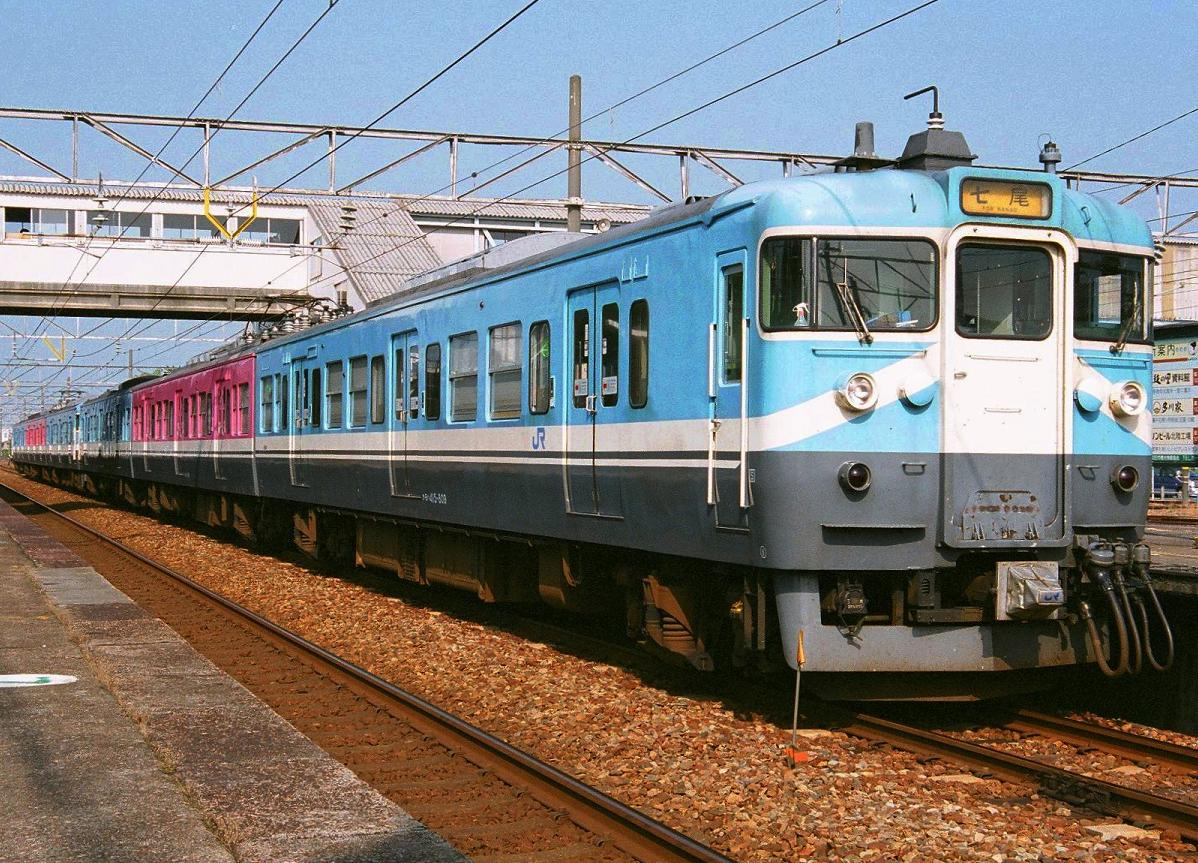
旧塗装的415系6輛編成（2004年7月5日）
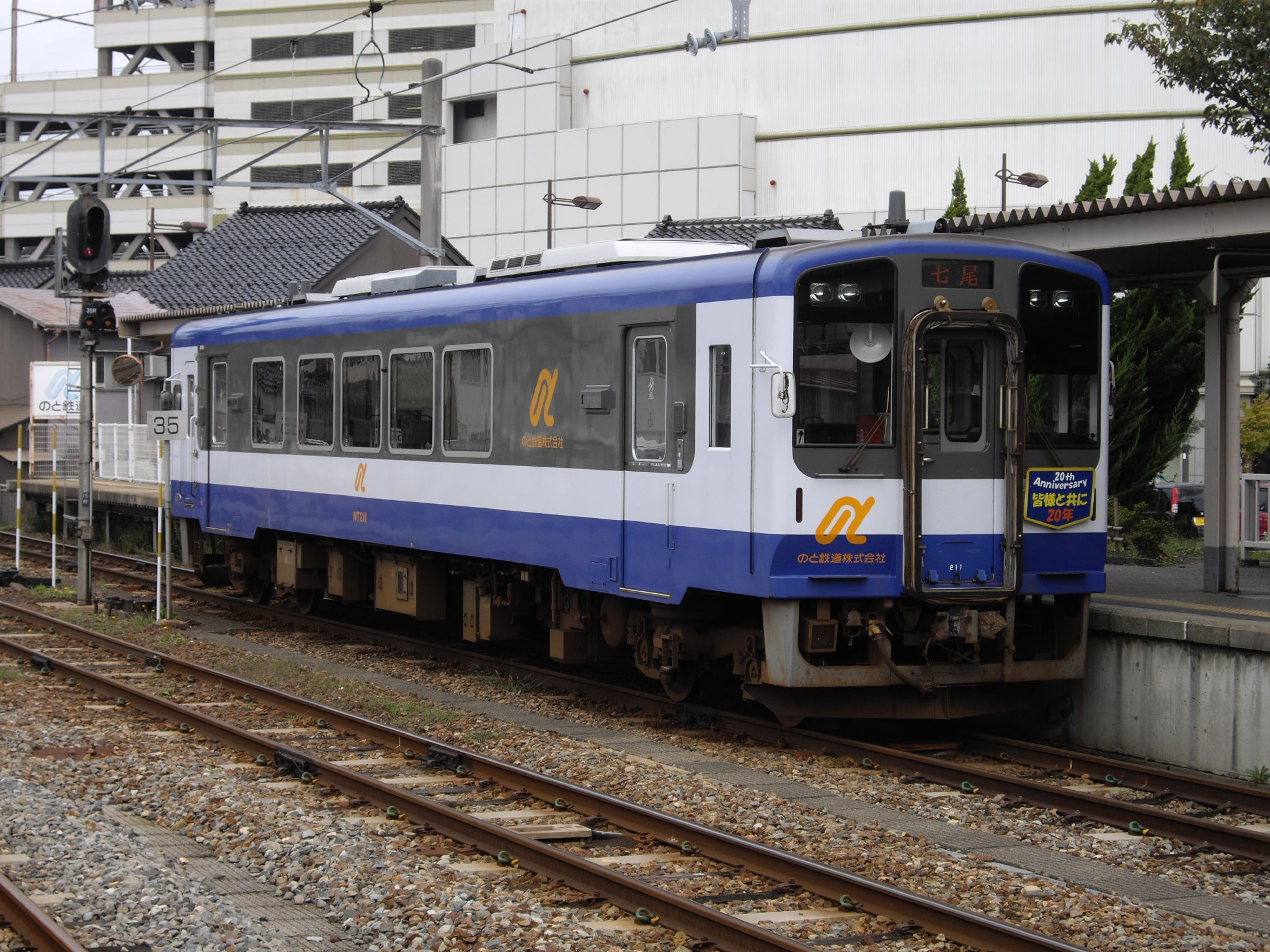
NT200形1輛編成（七尾站、2008年10月7日）

### 過去使用車両
- 電聯車
  - 485系
  - 日本國鐵415系電車800番台 - JR西日本所屬
  - 413系 - JR西日本所屬
- 氣動車
  - Kiha58系
  - Kiha65系
  - NT100系
  - NT800系

## 利用狀況
普通列車客量向和倉溫泉站方向逐漸減少，在繁忙時間河北市近郊到金澤市近郊比較擁擠。
七尾線2007年11月13日的客流量如下。
| 輸送旅客（人/日）         | 全部列車合計 | 普通列車 | 特急列車 |
| ------------------------- | ------------ | -------- | -------- |
| 合計                      | 14,737       | 13,457   | 1,280    |
| 七尾線之間                | 5,962        | 5,948    | 14       |
| 七尾線 - 北陸本線石川縣内 | 7,800        | 7,404    | 396      |
| 七尾線 - 富山縣方面       | 247          | 101      | 146      |
| 七尾線 - 福井縣方面       | 728          | 4        | 724      |

2012年5月29日由石川縣和富山縣共同進行的鐵道利用調查。

### 平均利用人數
各年度平均利用人數及旅客運輸收入如下。
| 年度 | 平均利用人數 （人／日） | 旅客運輸收入 （百萬円/年） | 來源   | 備考                  |
| ---- | ----------------------- | -------------------------- | ------ | --------------------- |
| 1987 | 5,415                   |                            | [ 12 ] | 包含和倉温泉 - 輪島間 |
| 2015 | 4,807                   | 1,432                      | [ 12 ] |                       |

## 車站列表
為方便起見，此處同時記述七尾線所有列車直通的IR石川鐵道線至金澤站的路段。
- 普通列車在所有車站停車。特急「雷鳥」「能登篝火」的停車站請参照各列車的條目。
- 軌道（七尾線内全線單線） … ◇、∨：可進行列車交會，｜：不可列車交會，∥：複線（IR石川鐵道線内）
- 所有車站都位於石川縣內

| 電氣化方式 | 公司       | 路線名稱     | 中文站名 | 日文站名 | 英文站名 | 站間營業距離 | 津幡起計 營業距離 | 接續路線                                                           | 軌道 | 所在地            |
| ---------- | ---------- | ------------ | -------- | -------- | -------- | ------------ | ----------------- | ------------------------------------------------------------------ | ---- | ----------------- |
| 交流       | IR石川鐵道 | IR石川鐵道線 | 金澤     |          |          | -            | 11.5              | 西日本旅客鐵道： 北陸新幹線、北陸本線 北陸鐵道：淺野川線 …北鐵金澤 | ∥    | 金澤市            |
| 交流       | IR石川鐵道 | IR石川鐵道線 | 東金澤   |          |          | 2.6          | 8.9               |                                                                    | ∥    | 金澤市            |
| 交流       | IR石川鐵道 | IR石川鐵道線 | 森本     |          |          | 2.8          | 6.1               |                                                                    | ∥    | 金澤市            |
| 交流       | IR石川鐵道 | IR石川鐵道線 | 津幡     |          |          | 6.1          | 0.0               | IR石川鐵道：IR石川鐵道線（俱利伽羅、高岡方向）                     | ∨    | 河北郡 津幡町     |
| 交流       | JR西日本   | 七尾線       | 津幡     |          |          | 6.1          | 0.0               | IR石川鐵道：IR石川鐵道線（俱利伽羅、高岡方向）                     | ∨    | 河北郡 津幡町     |
| 直流       | JR西日本   | 七尾線       | 中津幡   |          |          | 1.8          | 1.8               |                                                                    | ｜   | 河北郡 津幡町     |
| 直流       | JR西日本   | 七尾線       | 本津幡   |          |          | 1.1          | 2.9               |                                                                    | ◇    | 河北郡 津幡町     |
| 直流       | JR西日本   | 七尾線       | 能瀨     |          |          | 2.2          | 5.1               |                                                                    | ｜   | 河北郡 津幡町     |
| 直流       | JR西日本   | 七尾線       | 宇野氣   |          |          | 3.7          | 8.8               |                                                                    | ◇    | 河北市            |
| 直流       | JR西日本   | 七尾線       | 橫山     |          |          | 3.0          | 11.8              |                                                                    | ◇    | 河北市            |
| 直流       | JR西日本   | 七尾線       | 高松     |          |          | 2.6          | 14.4              |                                                                    | ◇    | 河北市            |
| 直流       | JR西日本   | 七尾線       | 免田     |          |          | 3.4          | 17.8              |                                                                    | ◇    | 羽咋郡 寶達志水町 |
| 直流       | JR西日本   | 七尾線       | 寶達     |          |          | 3.1          | 20.9              |                                                                    | ◇    | 羽咋郡 寶達志水町 |
| 直流       | JR西日本   | 七尾線       | 敷浪     |          |          | 3.3          | 24.2              |                                                                    | ◇    | 羽咋郡 寶達志水町 |
| 直流       | JR西日本   | 七尾線       | 南羽咋   |          |          | 2.5          | 26.7              |                                                                    | ｜   | 羽咋市            |
| 直流       | JR西日本   | 七尾線       | 羽咋     |          |          | 3.0          | 29.7              |                                                                    | ◇    | 羽咋市            |
| 直流       | JR西日本   | 七尾線       | 千路     |          |          | 4.1          | 33.8              |                                                                    | ｜   | 羽咋市            |
| 直流       | JR西日本   | 七尾線       | 金丸     |          |          | 3.7          | 37.5              |                                                                    | ◇    | 鹿島郡 中能登町   |
| 直流       | JR西日本   | 七尾線       | 能登部   |          |          | 3.6          | 41.1              |                                                                    | ◇    | 鹿島郡 中能登町   |
| 直流       | JR西日本   | 七尾線       | 良川     |          |          | 2.8          | 43.9              |                                                                    | ◇    | 鹿島郡 中能登町   |
| 直流       | JR西日本   | 七尾線       | 能登二宮 |          |          | 2.2          | 46.1              |                                                                    | ｜   | 鹿島郡 中能登町   |
| 直流       | JR西日本   | 七尾線       | 德田     |          |          | 2.8          | 48.9              |                                                                    | ◇    | 七尾市            |
| 直流       | JR西日本   | 七尾線       | 七尾     |          |          | 5.5          | 54.4              | 能登鐵道：七尾線                                                   | ◇    | 七尾市            |
| 直流       | JR西日本   | 七尾線       | 和倉溫泉 |          |          | 5.1          | 59.5              | 能登鐵道：七尾線                                                   | ◇    | 七尾市            |

津幡站是IR石川鐵道的直營車站（共同使用站）；羽咋站、七尾站、和倉溫泉站3站是JR西日本直營車站；宇野氣站及高松站業務委託予JR西日本金澤Maintec；本津幡站、寶達站、能登部站、良川站4站是簡易委託站、剩下的10站是無人車站。除了津幡站的其他車站都完成了設置列車到站旋律。

### 經營移管路段
1991年開始移交能登鐵道管理的區間（JR西日本作為第三種鐵道事業者繼續保留設施）。穴水站－輪島站間在2001年廢線。此路段現狀參見能登鐵道七尾線。
營業中的路段
和倉溫泉－田鶴濱－笠師保－能登中島－西岸－能登鹿島－穴水

2001年廢除的路段
穴水－能登三井－能登市之瀨－輪島

### 廢除路段
（）內是七尾站起計的營業距離
貨物支線
七尾站（0.0公里）－七尾港站（2.1公里）

### 廢站、廢除信號場
- 津幡口臨時停車場：1901年廢除；本津幡站附近（津幡站起計約2.9公里）
- 小島信號場：1933年廢除；七尾－和倉溫泉站間（津幡站起計56.1公里）

### 過去接續的路線
- 羽咋站：北陸鐵道能登線 - 1972年6月25日廢除

## 腳註

### 資料來源
1. ↑   (PDF) (新闻稿). 西日本旅客鉄道. 2020-12-18  [2020-12-18]. （原始内容 (PDF)存档于2020-12-18） （日语）.
2. 1 2   (PDF) (新闻稿). 西日本旅客鉄道金沢支社. 2020-12-18  [2020-12-18]. （原始内容 (PDF)存档于2020-12-18） （日语）.
3. 1 2  . 北國新聞. 2021-03-14  [2021-03-14]. （原始内容存档于2021-03-14）.
4. ↑  . 北國新聞. 2021-03-12  [2021-03-12]. （原始内容存档于2021-03-12）.
5. ↑  『停車場変遷大事典 国鉄・JR編』JTB 1998年
6. 1 2 3 4  『日本全国諸会社役員録. 明治40年』（国立国会図書館デジタルコレクション）
7. ↑  記念スタンプ「逓信省告示第1951号」『官報』1935年7月25日（国立国会図書館デジタルコレクション）
8. ↑  「大幅変更なし」 七尾線など、新幹線開業後も （页面存档备份，存于） - 北國新聞 2012年1月28日
9. ↑  旅客流動調査結果についてPDF - 第7回石川県並行在来線対策協議会幹事会
10. ↑  第7回石川県並行在来線対策協議会幹事会 （页面存档备份，存于）の資料をもとに一部を修正して作成した
11. ↑  鉄道利用調査（5月29日（火曜日）実施）へのご協力をお願いします （页面存档备份，存于） - 石川県
12. 1 2  「区間別平均通過人員および旅客運輸収入（平成25年度）」『データで見るJR西日本2016』PDF -  西日本旅客鐵道、2017年9月15日閲覧